# Pegguy Arphexad
Pegguy Arphexad (Les Abymes, Guadalupe, 18 de mayo de 1973) es un exfutbolista francés, nacido en la isla de Guadalupe, se desempeñaba como guardameta y se retiró en 2005 jugando para el Nîmes Olympique.

## Clubes
| Club              | País       | Año       |
| ----------------- | ---------- | --------- |
| Stade Brestois 29 | Francia    | 1989-1990 |
| Lille OSC         | Francia    | 1990-1991 |
| RC Lens           | Francia    | 1991-1996 |
| Lille OSC         | Francia    | 1996-1997 |
| Leicester City FC | Inglaterra | 1997-2000 |
| Liverpool FC      | Inglaterra | 2000-2001 |
| Stockport County  | Inglaterra | 2001      |
| Liverpool FC      | Inglaterra | 2001-2003 |
| Coventry City FC  | Inglaterra | 2003-2004 |
| Notts County FC   | Inglaterra | 2004      |
| Nîmes Olympique   | Francia    | 2004-2005 |

## Palmarés
Leicester City FC
- Copa de la Liga de Inglaterra: 2000

Liverpool FC
- FA Cup: 2001
- Copa de la Liga de Inglaterra: 2001, 2003
- Community Shield: 2001
- Copa de la UEFA: 2001
- Supercopa de Europa: 2001

- Datos: Q2527909